# Antologia Nebula 2013
Antologia Nebula 2013 (în engleză The Nebula Awards Showcase 2013) este o antologie de lucrări scurte științifico-fantastice editată de Catherine Asaro. A fost publicată pentru prima dată de către editura americană Pyr în mai 2013. Este a 47-a antologie Nebula (prima a apărut în 1965). În România a apărut la Editura Trei, în 2013, sub traducerea lui Oana Chițu, Alexandru Maniu, Ana-Veronica Mircea, Mihai-Dan Pavelescu și Alina Sârbu.

## Cuprins
- "A Harmony of Thoughts" [Introducere] (eseu de Catherine Asaro)
  - ro.: „O armonie de gânduri”, traducere Mihai-Dan Pavelescu
- "The Paper Menagerie" [câștigător al premiului Nebula pentru cea mai bună povestire, 2011] (Ken Liu)
  - ro.: „Menajeria de hârtie”, traducere Alina Sârbu
- "The Ice Owl" [nominalizare pentru cea mai bună nuvelă, 2011] (Carolyn Ives Gilman)
  - ro.: „Bufnița de gheață”
- "Ado" [povestire] (Connie Willis)
  - ro.: „Mult zgomot”, traducere  Ana-Veronica Mircea
- "The Migratory Pattern of Dancers" [nominalizare pentru cea mai bună nuveletă, 2011] (Katherine Sparrow)
  - ro.: „Modul de trai migrator al dansatorilor”
- "Peach-Creamed Honey" [premiul Rhysling pentru cea mai bună poezie scurtă, 2011] (Amal El-Mohtar)
  - ro.: „Piersici topite-n miere”
- "The Axiom of Choice" [nominalizare la premiul Nebula pentru cea mai bună povestire, 2011] (David W. Goldman)
  - ro.: „Axioma alegerii”
- "Club Story" [eseu] (John Clute)
  - ro.: „Poveste de club”
- "What We Found" [premiul Nebula pentru cea mai bună nuveletă, 2011] (Geoff Ryman)
  - ro.: „Ce am descoperit”
- Among Others (fragment) [premiul Nebula pentru cel mai bun roman, 2011] (Jo Walton)
  - ro.: Printre ceilalți
- "Movement" [nominalizare pentru cea mai bună povestire, 2011] (Nancy Fulda)
  - ro.: „Mișcare”
- "Sauerkraut Station" [nominalizare pentru cea mai bună nuveletă, 2011] (Ferrett Steinmetz)
  - ro.: „Stația Verzei-murate”
- "The Cartographer Wasps and the Anarchist Bees" [nominalizare pentru cea mai bună povestire, 2011] (E. Lily Yu)
  - ro.: „Viespile cartografe și albinele anarhiste”
- "Ray of Light" [nominalizare pentru cea mai bună nuveletă, 2011] (Brad R. Torgersen)
  - ro.: „Rază de soare”
- The Freedom Maze (fragment) [câștigător al premiului Andre Norton, 2011] (Delia Sherman)
  - ro.: „Labirintul libertății”
- "The Sea King's Second Bride" [premiul Rhysling pentru cea mai bună poezie lungă, 2011] (C. S. E. Cooney)
  - ro.: „A doua mireasă a Regelui Mării”
- "The Man Who Bridged the Mist" [premiul Nebula pentru cea mai bună nuvelă, 2011] (Kij Johnson)
  - ro.: „Omul care a unit malurile ceții”
- "2012 Nebula Awards Winners, Nominees, and Honorees"
  - ro.: „Premiile Nebula 2012. Câștigători și nominalizări” (eseu)
- "Past Nebula Awards Winners"
  - ro.: „Lista completă a premiatelor Nebula” (eseu)
- "About the Cover Artist"
- "About the Editor"
  - ro.: „Despre editor” (eseu)

## Vezi și
- Lista volumelor publicate în Colecția Epsilon Science Fiction
- 2011 în științifico-fantastic
- 2012 în științifico-fantastic
- 2013 în științifico-fantastic